# Eudocima salaminia
Eudocima salaminia är en fjärilsart som beskrevs av Pieter Cramer 1777. Eudocima salaminia ingår i släktet Eudocima och familjen nattflyn. Inga underarter finns listade i Catalogue of Life.

## Bildgalleri

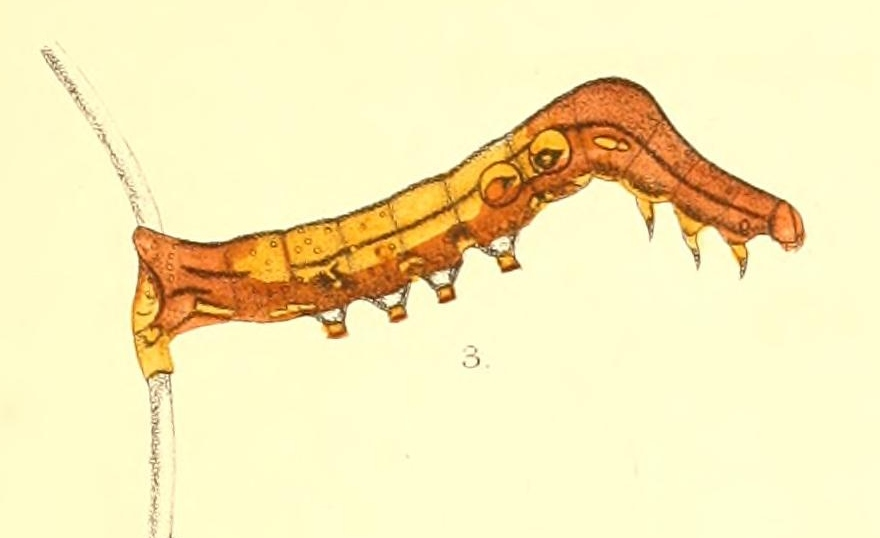
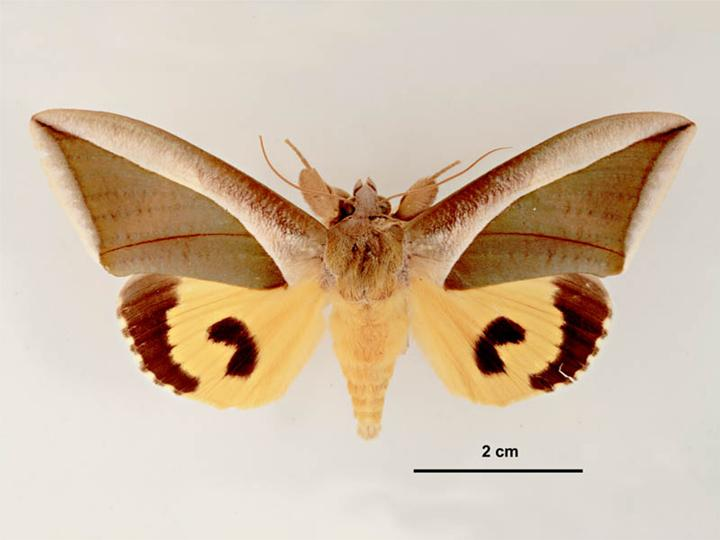
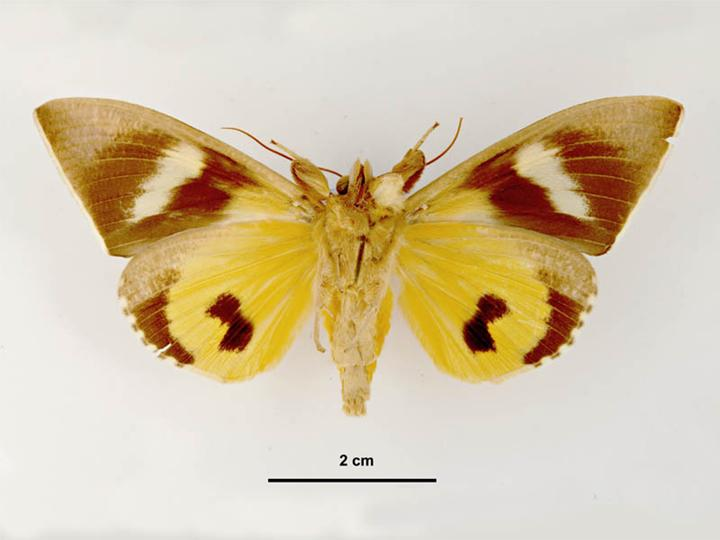
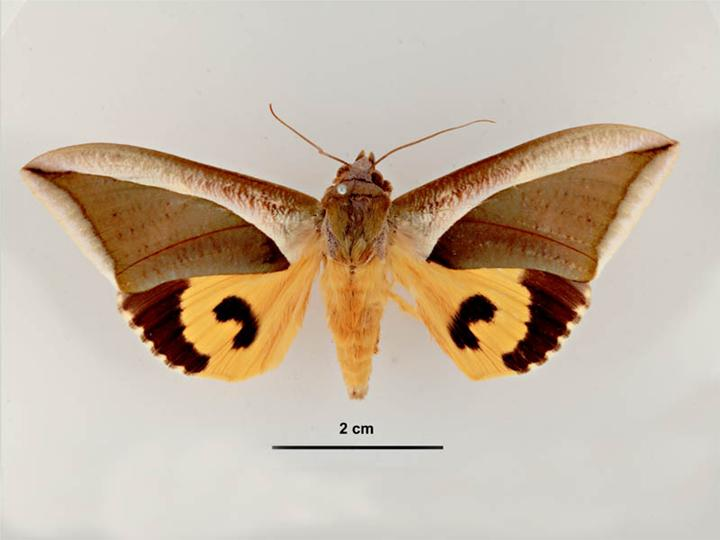
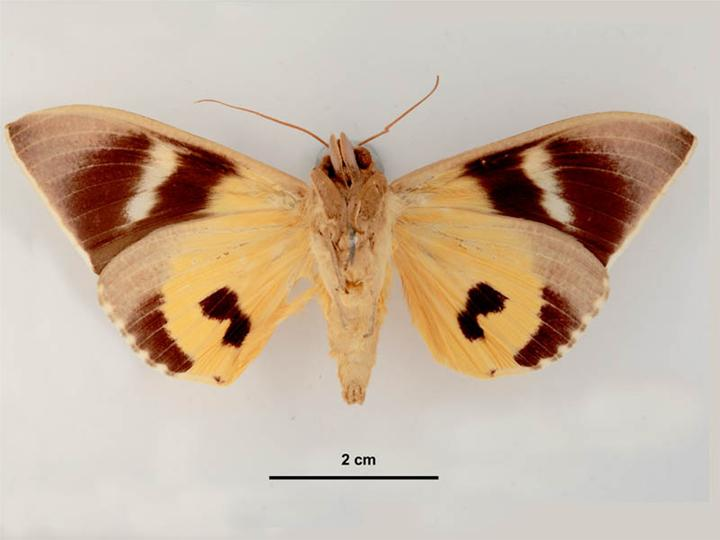